# آرشي بلو
آرشي بلو (بالإنجليزية: Archie Blue)‏ (8 أبريل 1940 بغلاسكو في المملكة المتحدة - ) هو لاعب كرة قدم أسترالي في مركز الهجوم. شارك مع منتخب أستراليا لكرة القدم. أما مع النوادي، فقد لعب مع سيدني تايغرز ونادي إكزتر سيتي ونادي كارلايل يونايتد وهارت أوف ميدلوثيان وفوتسكراي جاست ‏.